# František Cipro
František Cipro (Jihlava, 13 aprile 1947 – 7 febbraio 2023) è stato un calciatore e allenatore di calcio cecoslovacco, dal 1993 ceco, di ruolo difensore.

## Palmarès

### Giocatore

#### Competizioni nazionali
- Coppa di Cecoslovacchia: 1

Slavia Praga: 1973-1974

#### Competizioni internazionali
- Coppa Piano Karl Rappan: 3

Slavia Praga: 1972, 1977, 1978

### Allenatore

#### Club
- Campionato ceco: 1

Slavia Praga: 1995-1996
- Coppa della Repubblica Ceca: 1

Slavia Praga: 1996-1997

#### Individuale
- Allenatore ceco dell'anno: 1

1997